# Рада богів

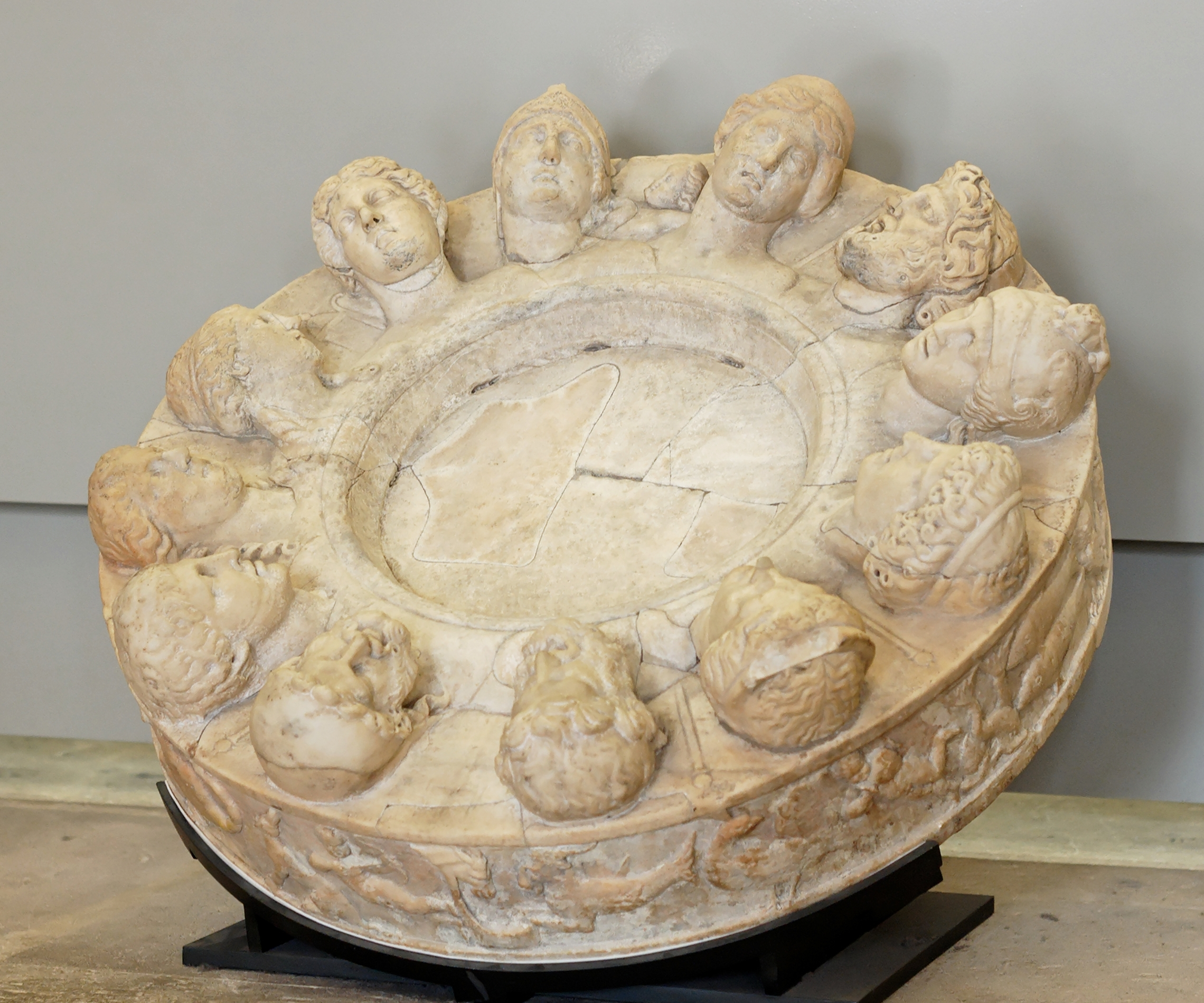
Хоча ритуальне призначення цього вівтаря (I століття до н. е.) у Габії неясно, дванадцять зображених на ньому божеств відповідають Dii Complices

Рада богів (лат. Dii Consentes, Dii Complices) — міфологічна рада в пантеоні Стародавнього Риму. До його складу входили дванадцять головних божеств: шість богів та шість богинь. Їхні позолочені статуї були встановлені на форумі, пізніше, мабуть, у портику Deorum Consentium.

## Склад
Боги були перераховані поетом Квінтом Еннієм наприкінці III століття до нашої ери, з посиланням на невідомого грецького поета:
- Юнона, Веста, Мінерва, Керера, Діана, Венера,
- Марс, Меркурій, Юпітер, Нептун, Вулкан, Аполлон

Тіт Лівій (XXII.10.9) має в своєму розпорядженні їх у шість пар, Юпітер-Юнона, Нептун-Мінерва, Марс-Венера, Аполлон-Діана, Вулкан-Веста і Меркурій-Церера. Троє з Dii Consentes входили до складу капітолійської тріади, а саме: Юпітер, Юнона та Мінерва.

## Походження
У V столітті до нашої ери безліч свідчень вказує на культ 12 олімпійців в Олімпії та в Гієроні на Босфорі. Грецький культ 12 олімпійців можна простежити до Афін VI століття до н. е. Малоймовірно, щоб він був відомий у мікенський період. Будівництво жертовника дванадцяти олімпійців в Афінах, найчастіше пов'язують з архонтом Пісістратом (522-521 до н. е.).
Група з дванадцяти божеств походить від ще більш давніх джерел, ніж грецькі чи римські. Грецька група, можливо, має анатолійське (точніше, лікійське) коріння. Група з дванадцяти хетських богів відома як із клинописних текстів, так і з художніх зображень. Хетські 12 богів - чоловічої статі, без індивідуалізації особливостей. Вони, можливо, знайшли продовження в лікійській групі з дванадцяти богів, яку вшановують у період Римської імперії. До 400 до н. е. місце, присвячене дванадцяти богам, існувало на ринку в Ксанфі (Лікія). Геродотом також згадають і єгипетський культ 12 богів, щоправда, єгипетські джерела цього не підтверджують.
Посилання на дванадцять етруських божеств, які пізніше робили римські автори, повинні уважно розглядатися дослідниками, оскільки факт проведення процедури евокації божества під час облоги римлянами Вейї під час Третьої Вєєнтської війни 396 до н. е., покликаної переконати царицю Юнону переселитися до Риму, свідчить, що Юнона досі була етруської богинею і запозичена римлянами в етрусків в 396 до н. е. Цей ритуал описаний Лівієм, Валерієм Максимом та Плутархом. Статую доставили на Авентін, де пізніше Камілл освятив для неї храм. Арнобій стверджував, що етруски мали пантеон із шести чоловічих та шести жіночих божеств, яких вони називали consentes і complices, тому що ті виросли та засідали разом. Також він каже, що ці дванадцять виступали радниками Юпітера. Прообразом 12 етруських богів міг послужити як грецький пантеон, так і безпосередньо хетський (згідно з гіпотезою про малоазійське походження етрусків).